# Château de Chantore
Le château de Chantore est une demeure du XVIIIe siècle qui se dresse sur le territoire de la commune française de Bacilly, dans le département de la Manche, en région Normandie.
Le château est partiellement inscrit au titre des monuments historiques.

## Localisation
Le château de Chantore est situé sur la commune de Bacilly, dans le département français de la Manche.

## Historique

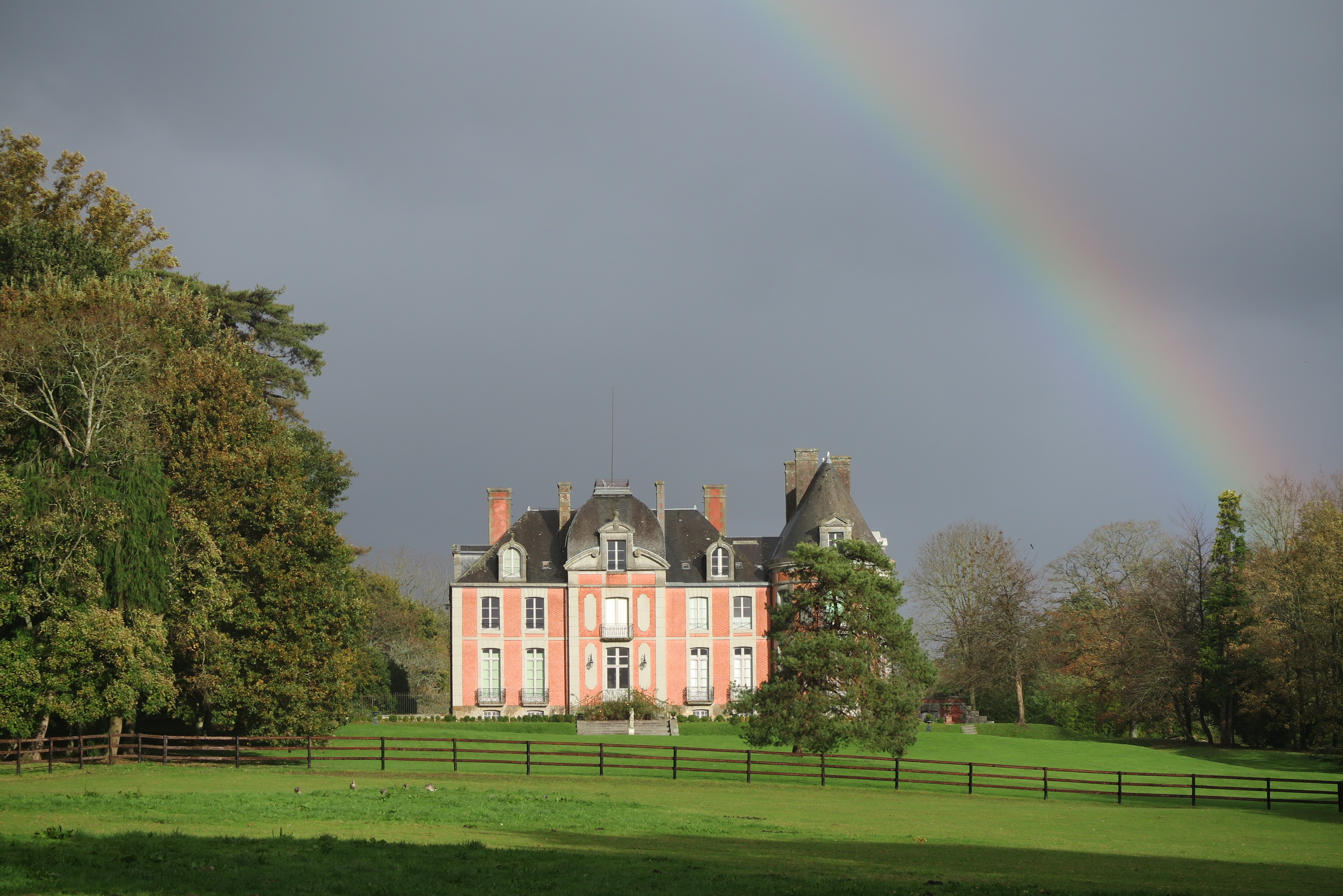
Vue depuis le parc.

Il est bâti en 1780 par un seigneur de Chantore. Un ancien château était dans les prés, au bord du Lerre. Quelques débris en rappellent le souvenir[évasif].
Le parc, très riche en arbres exotiques, est dû à Auguste-François Angot, député d’Avranches, qui y passe une partie de sa vie. En 1813, il achète la propriété à la veuve Ernault de Chantore. Il la revend, en 1841, à la baronne Travot, née Le Lubois de Marsilly. En 1868, la propriété est revendue à M. Georges Genreau, ancien avocat général à la cour d'appel de Paris (décédé le 22 février 1906 à Paris). On y retrouve ensuite la famille Drouët de Montgermont[source insuffisante].
En 2013, Bernard Legal et Inaki de Goiburu rachètent le château et son parc, puis le restaurent et y ouvrent des chambres d'hôtes. En 2018, ils ouvrent au public le parc à l'anglaise qu'ils ont réaménagé grâce aux archives retrouvées.

## Protection
Les parties suivantes du domaine de Chantore : le parc, son assiette foncière, ses fabriques et son système hydraulique ; les façades et toitures du château, ainsi que les pièces intérieures du rez-de-chaussée et du premier étage ; l'ancienne écurie en totalité ; les façades et toitures des communs et de la ferme tels que délimités sur le plan annexé à l’arrêté sont inscrits au titre des monuments historiques par arrêté du 2 septembre 2021.
Le parc a obtenu le label de Jardin remarquable en 2021.

## Liste des possesseurs du fief de Chantore
Le fief était vassal de celui de Saint-Pierre-Langers.
- Famille de Chantore
- Famille de Thieuville
- Famille de Mauny
- Famille Goyon de Matignon
- Famille d'Epinay
- Famille Ernault (1511-Révolution)
- Auguste-François Angot (1813)
- Lubois de Marsilly (1841)